# Danh sách vườn quốc gia tại Tunisia

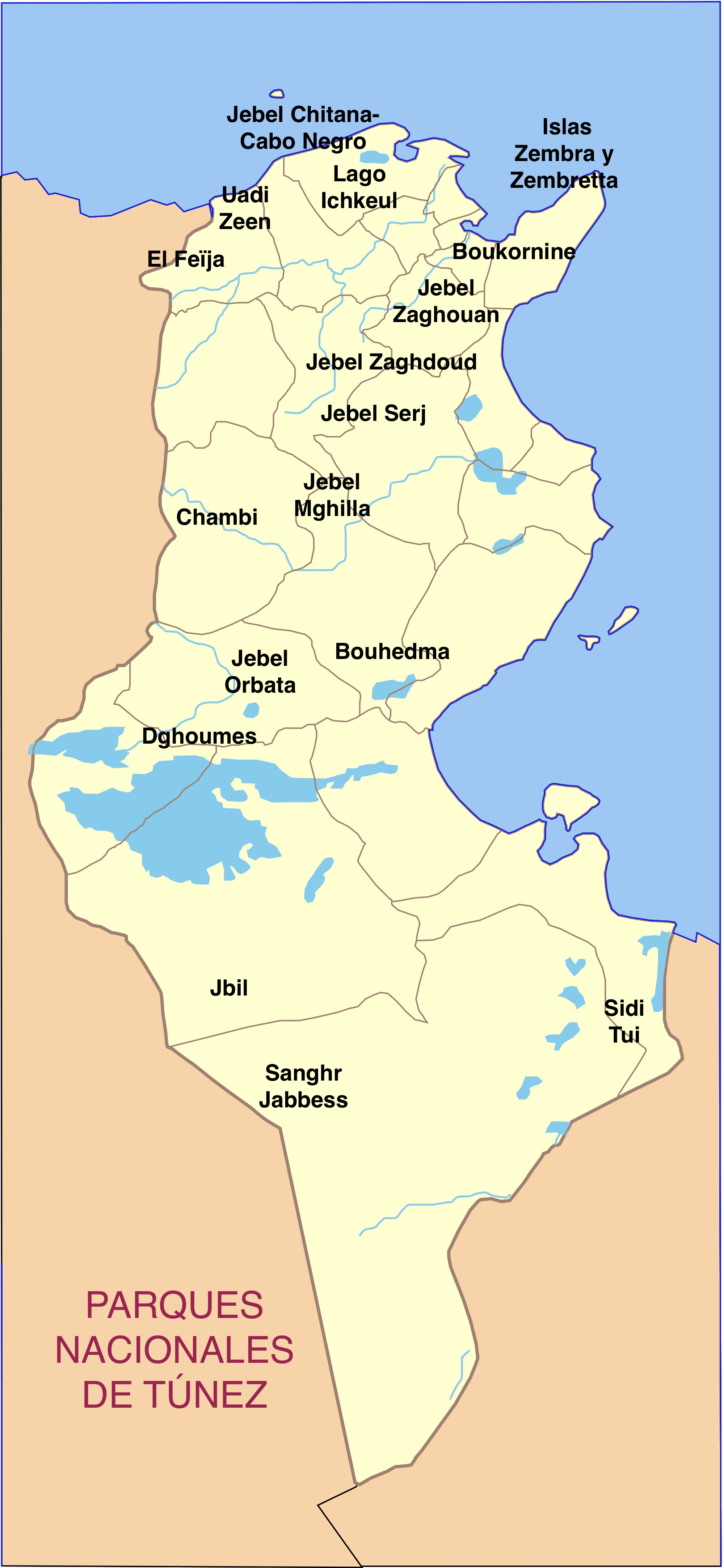
Các vườn quốc gia tại Tunisia.

Tunisia có 148 khu vực được bảo vệ, trong đó có 17 vườn quốc gia có tổng diện tích 12.286 km², trong đó 1.042 km² là diện tích mặt nước. Trong số các khu vực được bảo vệ có 4 khu bảo tồn động vật hoang dã, 31 khu bảo tồn thiên nhiên, 2 khu bảo tồn chim quốc gia và 46 vùng đất ngập nước, trong đó có 41 khu Ramsar.

## Danh sách
Dưới đây là danh sách 17 vườn quốc gia tại Tunisia.
| Hình ảnh | Tên                                       | Năm thành lập | Diện tích (hecta) | Vị trí                   | Mô tả |
| -------- | ----------------------------------------- | ------------- | ----------------- | ------------------------ | --- |
|          | Vườn quốc gia Bou-Hedma                   | 1980          | 16.448            | Sidi Bouzid và Gafsa     | Nằm tại trung tâm của đất nước, đây là một trong những khu vực thảo nguyên cuối cùng của Bắc Phi, đồng thời là nhà của nhiều loài động thực vật hoang dã có nguy cơ tuyệt chủng như Keo, Linh dương Ai Cập, Cừu Barbary, Đà điểu châu Phi, Linh dương Dama và đặc biệt là loài Linh dương sừng xoắn châu Phi được cho là đã biến mất ở Tunisia kể từ thế kỷ 17 và 18 được tái phát hiện vào những năm 1990. Vườn quốc gia nằm trong danh sách Di sản dự kiến của UNESCO từ năm 2008. |
|          | Vườn quốc gia Boukornine                  | 1987          | 1.939             | Ben Arous                | Cách thành phố thủ đô Tunis 18 km, đây là một công viên đô thị được thành lập từ năm 1987 bao quanh núi Jebel Boukornine cao 576 mét. Vườn quốc gia là nơi có nhiều loại động thực vật như Tiên khách lai Ba Tư, Linh dương núi đá Ả Rập, Cừu Barbary, Lợn rừng, Chó rừng, Tắc kè hoa và đặc biệt là loài Suncus etruscus, động vật có vú nhỏ nhất thế giới. |
|          | Vườn quốc gia Chambi                      | 1980          | 6.723             | Kasserine                | Vườn quốc gia bảo vệ khu vực tự nhiên xung quanh núi Djebel Chambi, cao 1.544 mét là ngọn núi cao nhất ở Tunisia. Được thành lập năm 1970 như là một khu bảo tồn nhằm bảo vệ loài Linh dương vằn bị đe dọa tuyệt chủng. Năm 1977 nó được UNESCO công nhận là một Khu dự trữ sinh quyển thế giới và trở thành vườn quốc gia vào năm 1980. Nhiều loài động thực vật đáng chú ý gồm Thông Aleppo, Sồi Holly, Cừu Barbary, Linh dương vằn, Kền kền Ai Cập, Đại bàng má trắng và Cắt lớn. |
|          | Vườn quốc gia El Feidja                   | 1990          | 2.630             | Jendouba                 | Nằm trên dãy núi Khroumirie ở độ cao giữa 750-1.150 mét, đây là nơi sinh sống của nhiều loại động vật đáng chú ý bao gồm Hươu Barbary, Sói vàng châu Phi, Lợn rừng. Ngoài ra, đây còn là nơi có những khu rừng sôi và ô liu tự nhiên, các di tích khảo cổ học và tranh hang động. |
|          | Vườn quốc gia Ichkeul                     | 1980          | 12.600            | Bizerte                  | Nằm ở phía bắc Tunis, đây là vùng đất ngập nước trú đông của 180 loài chim khiến nó là một trong số những vùng đất ngập nước quan trọng nhất tại Bắc Phi. Nó là một Vùng đất ngập nước có tầm quan trọng quốc tế theo Công ước Ramsar, một di sản thế giới của UNESCO từ năm 1980. Các loài nổi bật ở đây bao gồm Vịt đầu đỏ, Vịt mỏ thìa, Vịt cổ xanh, Vịt đầu vàng, Vịt vàng, Vịt cánh trắng, Ngỗng xám, Mòng két, Diệc xám, Vịt cẩm thạch, Hạc trắng và đặc biệt đây là nơi sinh sản vào mùa xuân của hai loài quý hiếm là Xít và Vịt đầu trắng còn mùa hè là nơi trú chân của hàng ngàn con Hồng hạc lớn. |
|          | Vườn quốc gia Jebel Chitana-Cap Négro     | 2010          | 10.120            | Béja và Bizerte          | Nằm trên bờ biển phía bắc giữa Mũi Serrat và Hồ chứa Sidi el Barrak, vườn quốc gia được thành lập để bảo vệ những khu rừng trên dãy núi Jebel Chitana, đầm lầy than bùn Mejen Ech Chitan và môi trường hồ chứa. Đây là nơi sinh trưởng của nhiều loài quý hiếm như Súng trắng châu Âu, Hươu Barbary. |
|          | Vườn quốc gia Jebel Serj                  | 2010          | 1.720             | Siliana và Kairouan      | Nằm ở trung tâm phía bắc của Tunisia, trên sườn phía bắc của dãy Djebel Serj, một cao nguyên đá vôi với điểm cao nhất đạt 1.347 mét, vườn quốc gia là nơi có vài trăm cây Phong Montpellier quý hiếm cùng nhiều loài thực vật khác như thông Aleppo, Hoàng đàn, Sồi. Một số loài động vật nổi bật là Linh dương vằn, Linh cẩu vằn, Ó, Cắt lớn, Cắt lưng hung và Ưng móng ngắn châu Âu. |
|          | Vườn quốc gia Jebil                       | 1994          | 150.000           | Kebili                   | Nằm ở phía Nam trong sa mạc Sahara, đây là vườn quốc gia lớn nhất tại Tunisia khi nó chiếm phần lớn phía nam đất nước. Vườn quốc gia là nơi có một số cổ vật thời tiền sử và là nơi sinh sống của nhiều loài động vật hoang dã gồm Linh dương Gazelle, Cáo fennec, Rắn hổ mang, Rắn đuôi chuông, Chó rừng và đặc biệt là loài đặc hữu Cừu Barbary. Ở phía tây của vườn quốc gia là những tảng đá khổng lồ được hình thành bởi quá trình phong hóa đá Pluton. |
|          | Vườn quốc gia Sidi Toui                   | 1993          | 6.350             | Medenine                 | Nằm ở phía đông gần biên giới với Libya, Sidi Toui bao gồm thảo nguyên và cồn cát. Địa chất bao gồm các đá chứa calci cacbonat và sa thạch là nơi có các hóa thạch. Vườn quốc gia là nơi sót lại nhiều tàn tích của người Berber, La Mã, Moor. Hệ thực vật thảo nguyên phong phú đặc biệt là tại các thung lũng khiến nó rất dễ phân biệt với môi trường sa mạc xung quanh. |
|          | Vườn quốc gia Jebel Zaghouan              | 2010          | 20.400            | Zaghouan                 | Nằm ở phía bắc của Djebel Zaghouan, vườn quốc gia là nơi chứa đầy các hang động đá vôi, và là nơi bảo tồn các công trình lịch sử, trong đó có cầu máng nước Zaghouan, một công trình thủy lợi xây dựng từ thời Carthago và một ngôi đền từ thời La Mã. Vườn quốc gia là nơi có các loài sồi, thông Aleppo, Minh quyết cùng nhiều loài động vật như kền kền Ai Cập, Đại bàng vàng, Cầy lỏn, Lợn rừng, Chó rừng, Thỏ, thằn lằn và nhiều loài rắn tự nhiên khác. |
|          | Vườn quốc gia Các đảo Zembra và Zembretta | 1977          | 570               | Nabeul                   | Được thành lập vào ngày 1 tháng 4 năm 1977, vườn quốc gia này bảo vệ khu vực tự nhiên của đảo Zembra và Zembretta nằm ở tây bắc mũi Cap Bon. Được công nhận là khu dự trữ sinh quyển vào cùng năm, đây là nơi có trên 266 loài thực vật trong đó có 149 loài thực vật biển, 200 loài động vật dưới nước trong đó có 42 loài cá và 140 loài chim. Một số loài đáng chú ý gồm Mouflon, Cá mú sẫm màu, Cá tráp đầu vàng, Cá đuối ó thường, cá heo và một số loài hải âu quý hiếm. |
|          | Vườn quốc gia Jebel Zaghdoud              |               | 1.800             | Kairouan                 | Nằm ở trung tâm phía bắc thuộc Kairouan, đây là một khu vực tự nhiên lớn với rừng thông Aleppo, ô liu và thù du. Di tích thời La Mã và nghệ thuật trên đá cùng hệ động vật đa dạng gồm lợn rừng, chó rừng, nhím, linh cẩu, đại bàng vàng. |
|          | Vườn quốc gia Uadi Zen                    |               | 6.700             | Jendouba                 | Đây là khu vực ẩm ướt nhất cả nước nằm ở khu vực núi Khroumirie, giữa Algeria và Tunisia, cảnh quan bị chi phối bởi những cánh rừng Sồi Andalucia |
|          | Vườn quốc gia Dghoumes                    |               | 8.000             | Gafsa                    | Nằm ở phía bắc hồ muối lớn Chott el Djerid, phía bắc là một dãy núi giới hạn phía nam của đế quốc La Mã, về phía sườn phía bắc của dãy núi là ốc đảo Dghoumes được chuyển thành một vườn quốc gia, một vùng đất ngập nước có tầm quan trọng quốc tế. Đây là nơi sinh sống của các loài Mèo hoang, Thỏ rừng, Chó rừng, Cáo, Nhím, Thằn lằn, Sơn ca sa mạc, Chích bụi sa mạc và là nơi trú đông của loài Hồng hạc. Năm 2007, những con Linh dương sừng kiếm đã được đưa đến thả tại khu vực này. |
|          | Vườn quốc gia Jebel Mghilla               |               | 16.200            | Kasserine và Sidi Bouzid | Nằm ở trung tâm ở phía bắc trong khu vực dãy Atlas, đây là nơi sinh trưởng của thông Aleppo, Bách xù, Hồ trăn cùng nhiều loài động vật hoang dã như cầy mangut, chó rừng, gầm ghì đá, cút thường. |
|          | Vườn quốc gia Jebel Orbata                |               | 5.200             | Gafsa                    | Vườn quốc gia bảo vệ hệ sinh thái rừng núi của dãy núi ebel Orbata dài 60 km từ tây nam hướng đông bắc. Đây là nhà của thông Aleppo, bách xù, Linh dương núi đá Ả Rập, Cừu Mouflon châu Âu, Đà điểu châu Phi và Cừu Barbary. |
|          | Vườn quốc gia Sanghr Jabbess              |               | 280.400           | Tataouine                | Đây là vườn quốc gia nằm ở phía nam hồ muối lớn Chott el Djerid, ở giữa sa mạc Sahara. |